# 圣阿马罗
圣阿马罗，是西班牙加利西亚自治区奥伦塞省的一个市镇。总面积29平方公里，总人口1431人（2001年），人口密度49人/平方公里。